# Eleições legislativas de 2019 em Braga

## Resultados Oficiais
| Partido                 | Partido                              | Votos   | %               | +/-   |
| ----------------------- | ------------------------------------ | ------- | --------------- | ----- |
|                         | Partido Socialista                   | 34 275  | 34,21 / 100,00  | 3,16  |
|                         | Partido Social Democrata             | 31 137  | 31,08 / 100,00  | -     |
|                         | Bloco de Esquerda                    | 11 192  | 11,17 / 100,00  | 0,69  |
|                         | CDU - Coligação Democrática Unitária | 5 792   | 5,78 / 100,00   | 1,70  |
|                         | CDS – Partido Popular                | 3 624   | 3,62 / 100,00   | -     |
|                         | Pessoas–Animais–Natureza             | 3 248   | 3,24 / 100,00   | 2,28  |
|                         | Iniciativa Liberal                   | 1 183   | 1,18 / 100,00   | Novo  |
|                         | LIVRE                                | 1 007   | 1,01 / 100,00   | 0,26  |
|                         | Outros (com menos de 1,00%)          | 3 972   | 3,97 / 100,00   |       |
| Votos Inválidos         | Votos Inválidos                      | 4 746   | 4,73 / 100,00   | 0,89  |
| Total                   | Total                                | 100 176 | 100,00 / 100,00 |       |
| Eleitorado/Participação | Eleitorado/Participação              | 165 371 | 60,58 / 100,00  | 1,01  |
| Fonte                   | Fonte                                | [ 1 ]   | [ 1 ]           | [ 1 ] |

## Resultados por Freguesia
Os resultados seguintes referem-se aos partidos que obtiveram mais de 1,00% dos votos:
| Freguesia                                          | %     | %     | %     | %    | %    | %    | %    | %    | Votantes |
| Freguesia                                          | PS    | PSD   | BE    | CDU  | CDS  | PAN  | IL   | L    | Votantes |
| -------------------------------------------------- | ----- | ----- | ----- | ---- | ---- | ---- | ---- | ---- | -------- |
| Adaúfe                                             | 40,99 | 28,92 | 10,25 | 3,50 | 2,99 | 2,64 | 0,46 | 0,81 | 1 971    |
| Arentim e Cunha                                    | 42,18 | 26,22 | 6,74  | 3,73 | 5,60 | 2,18 | 0,62 | 1,04 | 965      |
| Braga (Maximinos, Sé e Cividade)                   | 33,78 | 27,91 | 12,68 | 7,59 | 3,37 | 3,56 | 0,88 | 1,40 | 7 510    |
| Braga (São José de São Lázaro e São João do Souto) | 32,77 | 30,97 | 13,10 | 6,73 | 4,47 | 2,92 | 0,99 | 1,38 | 7 337    |
| Braga (São Vicente)                                | 31,66 | 29,71 | 12,85 | 7,44 | 3,35 | 3,63 | 1,35 | 1,04 | 6 832    |
| Braga (São Victor)                                 | 31,11 | 31,99 | 12,63 | 6,75 | 3,56 | 3,75 | 1,56 | 1,15 | 13 906   |
| Cabreiros e Passos (São Julião)                    | 37,56 | 33,33 | 6,22  | 5,22 | 7,07 | 2,69 | 0,31 | 0,38 | 1 302    |
| Celeirós, Aveleda e Vimieiro                       | 40,38 | 28,89 | 8,43  | 4,82 | 2,91 | 2,88 | 0,81 | 0,92 | 3 715    |
| Crespos e Pousada                                  | 40,51 | 36,18 | 7,45  | 2,71 | 3,93 | 1,90 | 0,41 | 0,68 | 738      |
| Escudeiros e Penso (Santo Estêvão e São Vicente)   | 38,89 | 32,31 | 8,43  | 3,33 | 4,63 | 2,13 | 1,30 | 0,37 | 1 080    |
| Espinho                                            | 38,30 | 32,94 | 7,90  | 5,96 | 4,32 | 1,64 | 0,75 | 0,30 | 671      |
| Esporões                                           | 30,59 | 35,81 | 8,22  | 3,01 | 6,82 | 2,61 | 0,50 | 0,80 | 997      |
| Este (São Pedro e São Mamede)                      | 38,49 | 32,18 | 8,52  | 3,72 | 3,42 | 2,12 | 1,12 | 0,56 | 2 312    |
| Ferreiros e Gondizalves                            | 36,41 | 28,32 | 11,98 | 5,17 | 2,92 | 3,20 | 1,08 | 0,74 | 4 993    |
| Figueiredo                                         | 38,27 | 36,21 | 6,86  | 2,06 | 4,66 | 2,47 | 0,41 | 0,55 | 729      |
| Gualtar                                            | 32,74 | 32,68 | 11,36 | 4,95 | 3,57 | 3,10 | 1,38 | 1,20 | 3 415    |
| Guisande e Oliveira (São Pedro)                    | 41,84 | 31,50 | 6,46  | 2,10 | 3,55 | 3,39 | 0,48 | 0,48 | 619      |
| Lamas                                              | 34,01 | 38,66 | 7,09  | 3,24 | 4,66 | 2,02 | 0,40 | 0    | 494      |
| Lomar e Arcos                                      | 37,05 | 27,98 | 12,08 | 5,67 | 3,35 | 2,82 | 1,00 | 1,03 | 3 792    |
| Merelim (São Paio), Panoias e Parada de Tibães     | 38,29 | 23,79 | 11,99 | 9,10 | 3,37 | 3,48 | 0,63 | 0,67 | 2 703    |
| Merelim (São Pedro) e Frossos                      | 35,22 | 32,06 | 10,75 | 5,06 | 2,25 | 3,12 | 1,11 | 1,03 | 2 530    |
| Mire de Tibães                                     | 40,68 | 25,96 | 11,74 | 6,76 | 2,70 | 2,35 | 0,50 | 0,85 | 1 406    |
| Morreira e Trandeiras                              | 32,47 | 38,35 | 6,82  | 2,35 | 6,59 | 2,47 | 1,06 | 0,35 | 835      |
| Nogueira, Fraião e Lamaçães                        | 28,46 | 35,25 | 11,61 | 4,75 | 3,52 | 4,13 | 2,19 | 1,28 | 8 968    |
| Nogueiró e Tenões                                  | 26,79 | 37,99 | 10,54 | 5,94 | 4,09 | 3,42 | 2,17 | 1,60 | 3 132    |
| Padim da Graça                                     | 40,46 | 32,10 | 8,35  | 6,83 | 3,15 | 2,39 | 0,43 | 0,22 | 922      |
| Palmeira                                           | 36,48 | 31,69 | 10,68 | 4,06 | 3,33 | 3,16 | 0,73 | 0,57 | 3 007    |
| Pedralva                                           | 37,13 | 33,50 | 5,61  | 6,44 | 4,79 | 2,15 | 0    | 0,33 | 606      |
| Priscos                                            | 32,36 | 34,58 | 6,39  | 3,19 | 8,06 | 3,06 | 0,42 | 0,97 | 720      |
| Real, Dume e Semelhe                               | 35,31 | 26,79 | 13,10 | 6,58 | 2,92 | 3,45 | 1,32 | 0,98 | 6 720    |
| Ruilhe                                             | 37,91 | 30,17 | 7,90  | 7,58 | 4,90 | 2,84 | 1,42 | 0,79 | 633      |
| Santa Lucrécia de Algeriz e Navarra                | 40,07 | 27,46 | 7,94  | 5,01 | 2,59 | 3,11 | 1,04 | 0,35 | 579      |
| Sequeira                                           | 35,68 | 33,83 | 8,62  | 5,19 | 2,69 | 3,43 | 1,20 | 0,37 | 1 079    |
| Sobreposta                                         | 32,75 | 40,58 | 6,81  | 4,06 | 5,36 | 2,32 | 0    | 0,29 | 690      |
| Tadim                                              | 40,48 | 27,08 | 8,93  | 4,17 | 2,68 | 3,57 | 1,04 | 1,49 | 672      |
| Tebosa                                             | 45,28 | 30,13 | 7,33  | 4,56 | 1,95 | 2,44 | 0,16 | 0,49 | 614      |
| Vilaça e Fradelos                                  | 33,51 | 43,23 | 4,96  | 2,59 | 3,83 | 2,17 | 0,72 | 0,52 | 967      |
| Braga                                              | 34,21 | 31,08 | 11,17 | 5,78 | 3,62 | 3,24 | 1,18 | 1,01 | 100 176  |

#### Adaúfe
| Partido                 | Partido                              | Votos | %               | +/-  |
| ----------------------- | ------------------------------------ | ----- | --------------- | ---- |
|                         | Partido Socialista                   | 808   | 40,99 / 100,00  | 9,92 |
|                         | Partido Social Democrata             | 570   | 28,92 / 100,00  | -    |
|                         | Bloco de Esquerda                    | 202   | 10,25 / 100,00  | 1,22 |
|                         | CDU - Coligação Democrática Unitária | 69    | 3,50 / 100,00   | 2,65 |
|                         | CDS – Partido Popular                | 59    | 2,99 / 100,00   | -    |
|                         | Pessoas–Animais–Natureza             | 52    | 2,64 / 100,00   | 1,99 |
|                         | Outros (com menos de 1,00%)          | 109   | 5,53 / 100,00   |      |
| Votos Inválidos         | Votos Inválidos                      | 102   | 5,17 / 100,00   | 1,80 |
| Total                   | Total                                | 1 971 | 100,00 / 100,00 |      |
| Eleitorado/Participação | Eleitorado/Participação              | 3 563 | 55,32 / 100,00  | 1,10 |

#### Arentim e Cunha
| Partido                 | Partido                              | Votos | %               | +/-  |
| ----------------------- | ------------------------------------ | ----- | --------------- | ---- |
|                         | Partido Socialista                   | 407   | 42,18 / 100,00  | 6,78 |
|                         | Partido Social Democrata             | 253   | 26,22 / 100,00  | -    |
|                         | Bloco de Esquerda                    | 65    | 6,74 / 100,00   | 1,32 |
|                         | CDS – Partido Popular                | 54    | 5,60 / 100,00   | -    |
|                         | CDU - Coligação Democrática Unitária | 36    | 3,73 / 100,00   | 1,87 |
|                         | Pessoas–Animais–Natureza             | 21    | 2,18 / 100,00   | 1,69 |
|                         | Reagir Incluir Reciclar              | 13    | 1,35 / 100,00   | Novo |
|                         | LIVRE                                | 10    | 1,04 / 100,00   | 0,35 |
|                         | Outros (com menos de 1,00%)          | 39    | 4,04 / 100,00   |      |
| Votos Inválidos         | Votos Inválidos                      | 67    | 6,94 / 100,00   | 2,42 |
| Total                   | Total                                | 965   | 100,00 / 100,00 |      |
| Eleitorado/Participação | Eleitorado/Participação              | 1 360 | 70,96 / 100,00  | 2,74 |

#### Braga (Maximinos, Sé e Cividade)
| Partido                 | Partido                              | Votos  | %               | +/-  |
| ----------------------- | ------------------------------------ | ------ | --------------- | ---- |
|                         | Partido Socialista                   | 2 537  | 33,78 / 100,00  | 1,97 |
|                         | Partido Social Democrata             | 2 096  | 27,91 / 100,00  | -    |
|                         | Bloco de Esquerda                    | 952    | 12,68 / 100,00  | 1,15 |
|                         | CDU - Coligação Democrática Unitária | 570    | 7,59 / 100,00   | 2,26 |
|                         | Pessoas–Animais–Natureza             | 267    | 3,56 / 100,00   | 2,50 |
|                         | CDS – Partido Popular                | 253    | 3,37 / 100,00   | -    |
|                         | LIVRE                                | 105    | 1,40 / 100,00   | 0,63 |
|                         | Outros (com menos de 1,00%)          | 381    | 5,07 / 100,00   |      |
| Votos Inválidos         | Votos Inválidos                      | 349    | 4,65 / 100,00   | 1,15 |
| Total                   | Total                                | 7 510  | 100,00 / 100,00 |      |
| Eleitorado/Participação | Eleitorado/Participação              | 13 225 | 56,79 / 100,00  | 2,42 |

#### Braga (São José de São Lázaro e São João do Souto)
| Partido                 | Partido                              | Votos  | %               | +/-  |
| ----------------------- | ------------------------------------ | ------ | --------------- | ---- |
|                         | Partido Socialista                   | 2 404  | 32,77 / 100,00  | 0,58 |
|                         | Partido Social Democrata             | 2 272  | 30,97 / 100,00  | -    |
|                         | Bloco de Esquerda                    | 961    | 13,10 / 100,00  | 2,05 |
|                         | CDU - Coligação Democrática Unitária | 494    | 6,73 / 100,00   | 0,59 |
|                         | CDS – Partido Popular                | 328    | 4,47 / 100,00   | -    |
|                         | Pessoas–Animais–Natureza             | 214    | 2,92 / 100,00   | 1,96 |
|                         | LIVRE                                | 101    | 1,38 / 100,00   | 0,44 |
|                         | Outros (com menos de 1,00%)          | 328    | 4,47 / 100,00   |      |
| Votos Inválidos         | Votos Inválidos                      | 235    | 3,20 / 100,00   | 0,08 |
| Total                   | Total                                | 7 337  | 100,00 / 100,00 |      |
| Eleitorado/Participação | Eleitorado/Participação              | 12 832 | 57,18 / 100,00  | 3,09 |

#### Braga (São Vicente)
| Partido                 | Partido                              | Votos  | %               | +/-  |
| ----------------------- | ------------------------------------ | ------ | --------------- | ---- |
|                         | Partido Socialista                   | 2 163  | 31,66 / 100,00  | 0,73 |
|                         | Partido Social Democrata             | 2 030  | 29,71 / 100,00  | -    |
|                         | Bloco de Esquerda                    | 878    | 12,85 / 100,00  | 1,51 |
|                         | CDU - Coligação Democrática Unitária | 508    | 7,44 / 100,00   | 2,40 |
|                         | Pessoas–Animais–Natureza             | 248    | 3,63 / 100,00   | 2,70 |
|                         | CDS – Partido Popular                | 229    | 3,35 / 100,00   | -    |
|                         | Iniciativa Liberal                   | 92     | 1,35 / 100,00   | Novo |
|                         | LIVRE                                | 71     | 1,04 / 100,00   | 0,01 |
|                         | Outros (com menos de 1,00%)          | 254    | 3,72 / 100,00   |      |
| Votos Inválidos         | Votos Inválidos                      | 359    | 5,26 / 100,00   | 1,53 |
| Total                   | Total                                | 6 832  | 100,00 / 100,00 |      |
| Eleitorado/Participação | Eleitorado/Participação              | 11 565 | 59,07 / 100,00  | 1,06 |

#### Braga (São Victor)
| Partido                 | Partido                              | Votos  | %               | +/-  |
| ----------------------- | ------------------------------------ | ------ | --------------- | ---- |
|                         | Partido Social Democrata             | 4 449  | 31,99 / 100,00  | -    |
|                         | Partido Socialista                   | 4 326  | 31,11 / 100,00  | 0,08 |
|                         | Bloco de Esquerda                    | 1 756  | 12,63 / 100,00  | 1,49 |
|                         | CDU - Coligação Democrática Unitária | 938    | 6,75 / 100,00   | 1,66 |
|                         | Pessoas–Animais–Natureza             | 522    | 3,75 / 100,00   | 2,57 |
|                         | CDS – Partido Popular                | 495    | 3,56 / 100,00   | -    |
|                         | Iniciativa Liberal                   | 217    | 1,56 / 100,00   | Novo |
|                         | LIVRE                                | 160    | 1,15 / 100,00   | 0,12 |
|                         | CHEGA                                | 140    | 1,01 / 100,00   | Novo |
|                         | Outros (com menos de 1,00%)          | 404    | 2,91 / 100,00   |      |
| Votos Inválidos         | Votos Inválidos                      | 499    | 3,59 / 100,00   | 0,20 |
| Total                   | Total                                | 13 906 | 100,00 / 100,00 |      |
| Eleitorado/Participação | Eleitorado/Participação              | 25 595 | 54,33 / 100,00  | 1,97 |

#### Cabreiros e Passos São Julião
| Partido                 | Partido                              | Votos | %               | +/-  |
| ----------------------- | ------------------------------------ | ----- | --------------- | ---- |
|                         | Partido Socialista                   | 489   | 37,56 / 100,00  | 8,03 |
|                         | Partido Social Democrata             | 434   | 33,33 / 100,00  | -    |
|                         | CDS – Partido Popular                | 92    | 7,07 / 100,00   | -    |
|                         | Bloco de Esquerda                    | 81    | 6,22 / 100,00   | 0,16 |
|                         | CDU - Coligação Democrática Unitária | 68    | 5,22 / 100,00   | 0,03 |
|                         | Pessoas–Animais–Natureza             | 35    | 2,69 / 100,00   | 1,95 |
|                         | Outros (com menos de 1,00%)          | 42    | 3,22 / 100,00   |      |
| Votos Inválidos         | Votos Inválidos                      | 61    | 4,68 / 100,00   | 1,04 |
| Total                   | Total                                | 1 302 | 100,00 / 100,00 |      |
| Eleitorado/Participação | Eleitorado/Participação              | 1 980 | 65,76 / 100,00  | 1,17 |

#### Celeirós, Aveleda e Vimieiro
| Partido                 | Partido                              | Votos | %               | +/-  |
| ----------------------- | ------------------------------------ | ----- | --------------- | ---- |
|                         | Partido Socialista                   | 1 500 | 40,38 / 100,00  | 8,11 |
|                         | Partido Social Democrata             | 1 077 | 28,99 / 100,00  | -    |
|                         | Bloco de Esquerda                    | 313   | 8,43 / 100,00   | 1,97 |
|                         | CDU - Coligação Democrática Unitária | 179   | 4,82 / 100,00   | 1,86 |
|                         | CDS – Partido Popular                | 108   | 2,91 / 100,00   | -    |
|                         | Pessoas–Animais–Natureza             | 107   | 2,88 / 100,00   | 2,14 |
|                         | Outros (com menos de 1,00%)          | 227   | 5,84 / 100,00   |      |
| Votos Inválidos         | Votos Inválidos                      | 204   | 5,49 / 100,00   | 1,13 |
| Total                   | Total                                | 3 715 | 100,00 / 100,00 |      |
| Eleitorado/Participação | Eleitorado/Participação              | 5 974 | 62,19 / 100,00  | 1,30 |

#### Crespos e Pousada
| Partido                 | Partido                              | Votos | %               | +/-  |
| ----------------------- | ------------------------------------ | ----- | --------------- | ---- |
|                         | Partido Socialista                   | 299   | 40,51 / 100,00  | 6,45 |
|                         | Partido Social Democrata             | 267   | 36,18 / 100,00  | -    |
|                         | Bloco de Esquerda                    | 55    | 7,45 / 100,00   | 1,46 |
|                         | CDS – Partido Popular                | 29    | 3,93 / 100,00   | -    |
|                         | CDU - Coligação Democrática Unitária | 20    | 2,71 / 100,00   | 0,73 |
|                         | Pessoas–Animais–Natureza             | 14    | 1,90 / 100,00   | 1,52 |
|                         | Outros (com menos de 1,00%)          | 32    | 4,35 / 100,00   |      |
| Votos Inválidos         | Votos Inválidos                      | 22    | 2,99 / 100,00   | 0,45 |
| Total                   | Total                                | 738   | 100,00 / 100,00 |      |
| Eleitorado/Participação | Eleitorado/Participação              | 1 216 | 60,69 / 100,00  | 0,98 |

#### Escudeiros e Penso
| Partido                 | Partido                              | Votos | %               | +/-   |
| ----------------------- | ------------------------------------ | ----- | --------------- | ----- |
|                         | Partido Socialista                   | 420   | 38,89 / 100,00  | 10,50 |
|                         | Partido Social Democrata             | 349   | 32,31 / 100,00  | -     |
|                         | Bloco de Esquerda                    | 91    | 8,43 / 100,00   | 1,30  |
|                         | CDS – Partido Popular                | 50    | 4,63 / 100,00   | -     |
|                         | CDU - Coligação Democrática Unitária | 36    | 3,33 / 100,00   | 0,87  |
|                         | Pessoas–Animais–Natureza             | 23    | 2,13 / 100,00   | 1,50  |
|                         | Iniciativa Liberal                   | 14    | 1,30 / 100,00   | Novo  |
|                         | Outros (com menos de 1,00%)          | 35    | 3,24 / 100,00   |       |
| Votos Inválidos         | Votos Inválidos                      | 62    | 5,74 / 100,00   | 1,81  |
| Total                   | Total                                | 1 080 | 100,00 / 100,00 |       |
| Eleitorado/Participação | Eleitorado/Participação              | 1 688 | 63,98 / 100,00  | 0,54  |

#### Espinho
| Partido                 | Partido                              | Votos | %               | +/-   |
| ----------------------- | ------------------------------------ | ----- | --------------- | ----- |
|                         | Partido Socialista                   | 257   | 38,30 / 100,00  | 10,09 |
|                         | Partido Social Democrata             | 221   | 32,94 / 100,00  | -     |
|                         | Bloco de Esquerda                    | 53    | 7,90 / 100,00   | 0,85  |
|                         | CDU - Coligação Democrática Unitária | 40    | 5,96 / 100,00   | 0,15  |
|                         | CDS – Partido Popular                | 29    | 4,32 / 100,00   | -     |
|                         | Pessoas–Animais–Natureza             | 11    | 1,64 / 100,00   | 0,70  |
|                         | Outros (com menos de 1,00%)          | 39    | 5,81 / 100,00   |       |
| Votos Inválidos         | Votos Inválidos                      | 21    | 3,13 / 100,00   | 0,32  |
| Total                   | Total                                | 671   | 100,00 / 100,00 |       |
| Eleitorado/Participação | Eleitorado/Participação              | 1 089 | 61,62 / 100,00  | 5,11  |

#### Esporões
| Partido                 | Partido                              | Votos | %               | +/-  |
| ----------------------- | ------------------------------------ | ----- | --------------- | ---- |
|                         | Partido Social Democrata             | 357   | 35,81 / 100,00  | -    |
|                         | Partido Socialista                   | 305   | 30,59 / 100,00  | 7,53 |
|                         | Bloco de Esquerda                    | 82    | 8,22 / 100,00   | 2,15 |
|                         | CDS – Partido Popular                | 68    | 6,82 / 100,00   | -    |
|                         | CDU - Coligação Democrática Unitária | 30    | 3,01 / 100,00   | 1,74 |
|                         | Pessoas–Animais–Natureza             | 26    | 2,61 / 100,00   | 1,64 |
|                         | Reagir Incluir Reciclar              | 12    | 1,20 / 100,00   | Novo |
|                         | Outros (com menos de 1,00%)          | 58    | 5,82 / 100,00   |      |
| Votos Inválidos         | Votos Inválidos                      | 59    | 5,92 / 100,00   | 2,43 |
| Total                   | Total                                | 997   | 100,00 / 100,00 |      |
| Eleitorado/Participação | Eleitorado/Participação              | 1 510 | 66,03 / 100,00  | 0,34 |

#### Este
| Partido                 | Partido                              | Votos | %               | +/-  |
| ----------------------- | ------------------------------------ | ----- | --------------- | ---- |
|                         | Partido Socialista                   | 890   | 38,49 / 100,00  | 6,36 |
|                         | Partido Social Democrata             | 744   | 32,18 / 100,00  | -    |
|                         | Bloco de Esquerda                    | 197   | 8,52 / 100,00   | 0,89 |
|                         | CDU - Coligação Democrática Unitária | 86    | 3,72 / 100,00   | 1,01 |
|                         | CDS – Partido Popular                | 79    | 3,42 / 100,00   | -    |
|                         | Pessoas–Animais–Natureza             | 49    | 2,12 / 100,00   | 1,34 |
|                         | CHEGA                                | 28    | 1,21 / 100,00   | Novo |
|                         | Iniciativa Liberal                   | 26    | 1,12 / 100,00   | Novo |
|                         | Outros (com menos de 1,00%)          | 102   | 4,51 / 100,00   |      |
| Votos Inválidos         | Votos Inválidos                      | 111   | 4,80 / 100,00   | 0,72 |
| Total                   | Total                                | 2 312 | 100,00 / 100,00 |      |
| Eleitorado/Participação | Eleitorado/Participação              | 3 702 | 62,45 / 100,00  | 1,11 |

#### Ferreiros e Gondizalves
| Partido                 | Partido                              | Votos | %               | +/-  |
| ----------------------- | ------------------------------------ | ----- | --------------- | ---- |
|                         | Partido Socialista                   | 1 818 | 36,41 / 100,00  | 4,70 |
|                         | Partido Social Democrata             | 1 414 | 28,32 / 100,00  | -    |
|                         | Bloco de Esquerda                    | 598   | 11,98 / 100,00  | 1,22 |
|                         | CDU - Coligação Democrática Unitária | 258   | 5,17 / 100,00   | 2,37 |
|                         | Pessoas–Animais–Natureza             | 160   | 3,20 / 100,00   | 2,18 |
|                         | CDS – Partido Popular                | 146   | 2,92 / 100,00   | -    |
|                         | CHEGA                                | 62    | 1,24 / 100,00   | Novo |
|                         | Iniciativa Liberal                   | 54    | 1,08 / 100,00   | Novo |
|                         | Outros (com menos de 1,00%)          | 197   | 3,95 / 100,00   |      |
| Votos Inválidos         | Votos Inválidos                      | 286   | 5,73 / 100,00   | 1,61 |
| Total                   | Total                                | 4 993 | 100,00 / 100,00 |      |
| Eleitorado/Participação | Eleitorado/Participação              | 8 369 | 59,66 / 100,00  | 1,27 |

#### Figueiredo
| Partido                 | Partido                              | Votos | %               | +/-   |
| ----------------------- | ------------------------------------ | ----- | --------------- | ----- |
|                         | Partido Socialista                   | 279   | 38,27 / 100,00  | 10,53 |
|                         | Partido Social Democrata             | 264   | 36,21 / 100,00  | -     |
|                         | Bloco de Esquerda                    | 50    | 6,86 / 100,00   | 1,67  |
|                         | CDS – Partido Popular                | 34    | 4,66 / 100,00   | -     |
|                         | Pessoas–Animais–Natureza             | 18    | 2,47 / 100,00   | 2,20  |
|                         | CDU - Coligação Democrática Unitária | 15    | 2,06 / 100,00   | 1,32  |
|                         | Outros (com menos de 1,00%)          | 33    | 4,52 / 100,00   |       |
| Votos Inválidos         | Votos Inválidos                      | 36    | 4,93 / 100,00   | 2,23  |
| Total                   | Total                                | 729   | 100,00 / 100,00 |       |
| Eleitorado/Participação | Eleitorado/Participação              | 1 052 | 69,30 / 100,00  | 1,15  |

#### Gualtar
| Partido                 | Partido                              | Votos | %               | +/-  |
| ----------------------- | ------------------------------------ | ----- | --------------- | ---- |
|                         | Partido Socialista                   | 1 118 | 32,74 / 100,00  | 0,02 |
|                         | Partido Social Democrata             | 1 116 | 32,68 / 100,00  | -    |
|                         | Bloco de Esquerda                    | 388   | 11,36 / 100,00  | 2,14 |
|                         | CDU - Coligação Democrática Unitária | 169   | 4,95 / 100,00   | 1,50 |
|                         | CDS – Partido Popular                | 122   | 3,57 / 100,00   | -    |
|                         | Pessoas–Animais–Natureza             | 106   | 3,10 / 100,00   | 2,20 |
|                         | Iniciativa Liberal                   | 47    | 1,38 / 100,00   | Novo |
|                         | LIVRE                                | 41    | 1,20 / 100,00   | 0,30 |
|                         | Outros (com menos de 1,00%)          | 128   | 3,75 / 100,00   |      |
| Votos Inválidos         | Votos Inválidos                      | 180   | 5,27 / 100,00   | 1,04 |
| Total                   | Total                                | 3 415 | 100,00 / 100,00 |      |
| Eleitorado/Participação | Eleitorado/Participação              | 5 352 | 63,81 / 100,00  | 1,11 |

#### Guisande e Oliveira São Pedro
| Partido                 | Partido                              | Votos | %               | +/-   |
| ----------------------- | ------------------------------------ | ----- | --------------- | ----- |
|                         | Partido Socialista                   | 259   | 41,84 / 100,00  | 13,80 |
|                         | Partido Social Democrata             | 195   | 31,50 / 100,00  | -     |
|                         | Bloco de Esquerda                    | 40    | 6,46 / 100,00   | 1,86  |
|                         | CDS – Partido Popular                | 22    | 3,55 / 100,00   | -     |
|                         | Pessoas–Animais–Natureza             | 21    | 3,39 / 100,00   | 2,16  |
|                         | CDU - Coligação Democrática Unitária | 13    | 2,10 / 100,00   | 2,52  |
|                         | Outros (com menos de 1,00%)          | 28    | 4,52 / 100,00   |       |
| Votos Inválidos         | Votos Inválidos                      | 41    | 6,62 / 100,00   | 2,62  |
| Total                   | Total                                | 619   | 100,00 / 100,00 |       |
| Eleitorado/Participação | Eleitorado/Participação              | 900   | 68,78 / 100,00  | 3,33  |

#### Lamas
| Partido                 | Partido                              | Votos | %               | +/-  |
| ----------------------- | ------------------------------------ | ----- | --------------- | ---- |
|                         | Partido Social Democrata             | 191   | 38,66 / 100,00  | -    |
|                         | Partido Socialista                   | 168   | 34,01 / 100,00  | 8,96 |
|                         | Bloco de Esquerda                    | 35    | 7,09 / 100,00   | 2,69 |
|                         | CDS – Partido Popular                | 23    | 4,66 / 100,00   | -    |
|                         | CDU - Coligação Democrática Unitária | 16    | 3,24 / 100,00   | 0,09 |
|                         | Pessoas–Animais–Natureza             | 10    | 2,02 / 100,00   | 0,85 |
|                         | Aliança                              | 5     | 1,01 / 100,00   | Novo |
|                         | Outros (com menos de 1,00%)          | 13    | 2,62 / 100,00   |      |
| Votos Inválidos         | Votos Inválidos                      | 33    | 6,68 / 100,00   | 2,96 |
| Total                   | Total                                | 494   | 100,00 / 100,00 |      |
| Eleitorado/Participação | Eleitorado/Participação              | 705   | 70,07 / 100,00  | 3,99 |

#### Lomar e Arcos
| Partido                 | Partido                              | Votos | %               | +/-  |
| ----------------------- | ------------------------------------ | ----- | --------------- | ---- |
|                         | Partido Socialista                   | 1 405 | 37,05 / 100,00  | 5,83 |
|                         | Partido Social Democrata             | 1 061 | 27,98 / 100,00  | -    |
|                         | Bloco de Esquerda                    | 458   | 12,08 / 100,00  | 1,81 |
|                         | CDU - Coligação Democrática Unitária | 215   | 5,67 / 100,00   | 2,82 |
|                         | CDS – Partido Popular                | 127   | 3,35 / 100,00   | -    |
|                         | Pessoas–Animais–Natureza             | 107   | 2,82 / 100,00   | 2,08 |
|                         | LIVRE                                | 39    | 1,03 / 100,00   | 0,43 |
|                         | Iniciativa Liberal                   | 38    | 1,00 / 100,00   | Novo |
|                         | Outros (com menos de 1,00%)          | 154   | 4,05 / 100,00   |      |
| Votos Inválidos         | Votos Inválidos                      | 188   | 4,96 / 100,00   | 2,26 |
| Total                   | Total                                | 3 792 | 100,00 / 100,00 |      |
| Eleitorado/Participação | Eleitorado/Participação              | 6 194 | 61,22 / 100,00  | 0,62 |

#### Merelim São Paio, Panoias e Parada de Tibães
| Partido                 | Partido                              | Votos | %               | +/-  |
| ----------------------- | ------------------------------------ | ----- | --------------- | ---- |
|                         | Partido Socialista                   | 1 035 | 38,29 / 100,00  | 6,10 |
|                         | Partido Social Democrata             | 643   | 23,79 / 100,00  | -    |
|                         | Bloco de Esquerda                    | 324   | 11,99 / 100,00  | 2,87 |
|                         | CDU - Coligação Democrática Unitária | 246   | 9,10 / 100,00   | 3,21 |
|                         | Pessoas–Animais–Natureza             | 94    | 3,48 / 100,00   | 2,46 |
|                         | CDS – Partido Popular                | 91    | 3,37 / 100,00   | -    |
|                         | Outros (com menos de 1,00%)          | 139   | 5,14 / 100,00   |      |
| Votos Inválidos         | Votos Inválidos                      | 131   | 4,84 / 100,00   | 0,46 |
| Total                   | Total                                | 2 703 | 100,00 / 100,00 |      |
| Eleitorado/Participação | Eleitorado/Participação              | 4 326 | 62,48 / 100,00  | 0,08 |

#### Merelim São Pedro e Frossos
| Partido                 | Partido                              | Votos | %               | +/-  |
| ----------------------- | ------------------------------------ | ----- | --------------- | ---- |
|                         | Partido Socialista                   | 891   | 35,22 / 100,00  | 2,97 |
|                         | Partido Social Democrata             | 811   | 32,06 / 100,00  | -    |
|                         | Bloco de Esquerda                    | 272   | 10,75 / 100,00  | 0,53 |
|                         | CDU - Coligação Democrática Unitária | 128   | 5,06 / 100,00   | 2,08 |
|                         | Pessoas–Animais–Natureza             | 79    | 3,12 / 100,00   | 2,03 |
|                         | CDS – Partido Popular                | 57    | 2,25 / 100,00   | -    |
|                         | CHEGA                                | 30    | 1,19 / 100,00   | Novo |
|                         | Iniciativa Liberal                   | 28    | 1,11 / 100,00   | Novo |
|                         | LIVRE                                | 26    | 1,03 / 100,00   | 0,45 |
|                         | Outros (com menos de 1,00%)          | 73    | 2,88 / 100,00   |      |
| Votos Inválidos         | Votos Inválidos                      | 135   | 5,33 / 100,00   | 0,94 |
| Total                   | Total                                | 2 530 | 100,00 / 100,00 |      |
| Eleitorado/Participação | Eleitorado/Participação              | 3 781 | 66,91 / 100,00  | 1,89 |

#### Mire de Tibães
| Partido                 | Partido                              | Votos | %               | +/-  |
| ----------------------- | ------------------------------------ | ----- | --------------- | ---- |
|                         | Partido Socialista                   | 572   | 40,68 / 100,00  | 7,14 |
|                         | Partido Social Democrata             | 365   | 25,96 / 100,00  | -    |
|                         | Bloco de Esquerda                    | 165   | 11,74 / 100,00  | 1,31 |
|                         | CDU - Coligação Democrática Unitária | 95    | 6,76 / 100,00   | 0,90 |
|                         | CDS – Partido Popular                | 38    | 2,70 / 100,00   | -    |
|                         | Pessoas–Animais–Natureza             | 33    | 2,35 / 100,00   | 2,08 |
|                         | Outros (com menos de 1,00%)          | 63    | 4,49 / 100,00   |      |
| Votos Inválidos         | Votos Inválidos                      | 75    | 5,34 / 100,00   | 1,20 |
| Total                   | Total                                | 1 406 | 100,00 / 100,00 |      |
| Eleitorado/Participação | Eleitorado/Participação              | 2 216 | 63,45 / 100,00  | 2,56 |

#### Morreira e Trandeiras
| Partido                 | Partido                              | Votos | %               | +/-  |
| ----------------------- | ------------------------------------ | ----- | --------------- | ---- |
|                         | Partido Social Democrata             | 326   | 38,35 / 100,00  | -    |
|                         | Partido Socialista                   | 276   | 32,47 / 100,00  | 8,57 |
|                         | Bloco de Esquerda                    | 58    | 6,82 / 100,00   | 1,11 |
|                         | CDS – Partido Popular                | 56    | 6,59 / 100,00   | -    |
|                         | Pessoas–Animais–Natureza             | 21    | 2,47 / 100,00   | 2,03 |
|                         | CDU - Coligação Democrática Unitária | 20    | 2,35 / 100,00   | 1,17 |
|                         | Iniciativa Liberal                   | 9     | 1,06 / 100,00   | Novo |
|                         | Outros (com menos de 1,00%)          | 32    | 3,76 / 100,00   |      |
| Votos Inválidos         | Votos Inválidos                      | 52    | 6,12 / 100,00   | 3,70 |
| Total                   | Total                                | 850   | 100,00 / 100,00 |      |
| Eleitorado/Participação | Eleitorado/Participação              | 1 243 | 68,38 / 100,00  | 2,06 |

#### Nogueira, Fraião e Lamaçães
| Partido                 | Partido                              | Votos  | %               | +/-  |
| ----------------------- | ------------------------------------ | ------ | --------------- | ---- |
|                         | Partido Social Democrata             | 3 161  | 35,25 / 100,00  | -    |
|                         | Partido Socialista                   | 2 552  | 28,46 / 100,00  | 0,72 |
|                         | Bloco de Esquerda                    | 1 041  | 11,61 / 100,00  | 0,09 |
|                         | CDU - Coligação Democrática Unitária | 426    | 4,75 / 100,00   | 1,31 |
|                         | Pessoas–Animais–Natureza             | 370    | 4,13 / 100,00   | 2,93 |
|                         | CDS – Partido Popular                | 316    | 3,52 / 100,00   | -    |
|                         | Iniciativa Liberal                   | 196    | 2,19 / 100,00   | Novo |
|                         | LIVRE                                | 115    | 1,28 / 100,00   | 0,47 |
|                         | Outros (com menos de 1,00%)          | 353    | 3,94 / 100,00   |      |
| Votos Inválidos         | Votos Inválidos                      | 438    | 4,89 / 100,00   | 0,63 |
| Total                   | Total                                | 8 968  | 100,00 / 100,00 |      |
| Eleitorado/Participação | Eleitorado/Participação              | 13 292 | 67,47 / 100,00  | 1,12 |

#### Nogueiró e Tenões
| Partido                 | Partido                              | Votos | %               | +/-  |
| ----------------------- | ------------------------------------ | ----- | --------------- | ---- |
|                         | Partido Social Democrata             | 1 190 | 37,99 / 100,00  | -    |
|                         | Partido Socialista                   | 839   | 26,79 / 100,00  | 2,15 |
|                         | Bloco de Esquerda                    | 330   | 10,54 / 100,00  | 0,95 |
|                         | CDU - Coligação Democrática Unitária | 186   | 5,94 / 100,00   | 0,25 |
|                         | CDS – Partido Popular                | 128   | 4,09 / 100,00   | -    |
|                         | Pessoas–Animais–Natureza             | 107   | 3,42 / 100,00   | 2,31 |
|                         | Iniciativa Liberal                   | 68    | 2,17 / 100,00   | Novo |
|                         | LIVRE                                | 50    | 1,60 / 100,00   | 0,22 |
|                         | Outros (com menos de 1,00%)          | 116   | 3,70 / 100,00   |      |
| Votos Inválidos         | Votos Inválidos                      | 118   | 3,76 / 100,00   | 0,92 |
| Total                   | Total                                | 3 132 | 100,00 / 100,00 |      |
| Eleitorado/Participação | Eleitorado/Participação              | 4 664 | 67,15 / 100,00  | 1,03 |

#### Padim da Graça
| Partido                 | Partido                              | Votos | %               | +/-  |
| ----------------------- | ------------------------------------ | ----- | --------------- | ---- |
|                         | Partido Socialista                   | 373   | 40,46 / 100,00  | 5,78 |
|                         | Partido Social Democrata             | 296   | 32,10 / 100,00  | -    |
|                         | Bloco de Esquerda                    | 77    | 8,35 / 100,00   | 1,12 |
|                         | CDU - Coligação Democrática Unitária | 63    | 6,83 / 100,00   | 0,02 |
|                         | CDS – Partido Popular                | 29    | 3,15 / 100,00   | -    |
|                         | Pessoas–Animais–Natureza             | 22    | 2,39 / 100,00   | 2,18 |
|                         | Outros (com menos de 1,00%)          | 28    | 3,03 / 100,00   |      |
| Votos Inválidos         | Votos Inválidos                      | 34    | 3,68 / 100,00   | 0,06 |
| Total                   | Total                                | 922   | 100,00 / 100,00 |      |
| Eleitorado/Participação | Eleitorado/Participação              | 1 488 | 61,96 / 100,00  | 0,42 |

#### Palmeira
| Partido                 | Partido                              | Votos | %               | +/-  |
| ----------------------- | ------------------------------------ | ----- | --------------- | ---- |
|                         | Partido Socialista                   | 1 097 | 36,48 / 100,00  | 6,40 |
|                         | Partido Social Democrata             | 953   | 31,69 / 100,00  | -    |
|                         | Bloco de Esquerda                    | 321   | 10,68 / 100,00  | 0,27 |
|                         | CDU - Coligação Democrática Unitária | 122   | 4,06 / 100,00   | 2,48 |
|                         | CDS – Partido Popular                | 100   | 3,33 / 100,00   | -    |
|                         | Pessoas–Animais–Natureza             | 95    | 3,16 / 100,00   | 2,00 |
|                         | Aliança                              | 31    | 1,03 / 100,00   | Novo |
|                         | Outros (com menos de 1,00%)          | 144   | 4,79 / 100,00   |      |
| Votos Inválidos         | Votos Inválidos                      | 144   | 4,79 / 100,00   | 0,31 |
| Total                   | Total                                | 3 007 | 100,00 / 100,00 |      |
| Eleitorado/Participação | Eleitorado/Participação              | 4 994 | 60,21 / 100,00  | 1,26 |

#### Pedralva
| Partido                 | Partido                              | Votos | %               | +/-  |
| ----------------------- | ------------------------------------ | ----- | --------------- | ---- |
|                         | Partido Socialista                   | 225   | 37,13 / 100,00  | 9,79 |
|                         | Partido Social Democrata             | 203   | 33,50 / 100,00  | -    |
|                         | CDU - Coligação Democrática Unitária | 39    | 6,44 / 100,00   | 0,83 |
|                         | Bloco de Esquerda                    | 34    | 5,61 / 100,00   | 0,96 |
|                         | CDS – Partido Popular                | 29    | 4,79 / 100,00   | -    |
|                         | Pessoas–Animais–Natureza             | 13    | 2,15 / 100,00   | 1,98 |
|                         | Reagir Incluir Reciclar              | 10    | 1,65 / 100,00   | Novo |
|                         | Outros (com menos de 1,00%)          | 26    | 4,29 / 100,00   |      |
| Votos Inválidos         | Votos Inválidos                      | 27    | 4,46 / 100,00   | 1,51 |
| Total                   | Total                                | 606   | 100,00 / 100,00 |      |
| Eleitorado/Participação | Eleitorado/Participação              | 1 069 | 56,69 / 100,00  | 5,72 |

#### Priscos
| Partido                 | Partido                              | Votos | %               | +/-   |
| ----------------------- | ------------------------------------ | ----- | --------------- | ----- |
|                         | Partido Social Democrata             | 249   | 34,58 / 100,00  | -     |
|                         | Partido Socialista                   | 233   | 32,36 / 100,00  | 12,10 |
|                         | CDS – Partido Popular                | 58    | 8,06 / 100,00   | -     |
|                         | Bloco de Esquerda                    | 46    | 6,39 / 100,00   | 0,63  |
|                         | CDU - Coligação Democrática Unitária | 23    | 3,19 / 100,00   | 1,98  |
|                         | Pessoas–Animais–Natureza             | 22    | 3,06 / 100,00   | 2,13  |
|                         | Outros (com menos de 1,00%)          | 41    | 5,70 / 100,00   |       |
| Votos Inválidos         | Votos Inválidos                      | 48    | 6,67 / 100,00   | 4,15  |
| Total                   | Total                                | 720   | 100,00 / 100,00 |       |
| Eleitorado/Participação | Eleitorado/Participação              | 1 168 | 61,64 / 100,00  | 1,33  |

#### Real, Dume e Semelhe
| Partido                 | Partido                              | Votos  | %               | +/-  |
| ----------------------- | ------------------------------------ | ------ | --------------- | ---- |
|                         | Partido Socialista                   | 2 373  | 35,31 / 100,00  | 2,54 |
|                         | Partido Social Democrata             | 1 800  | 26,79 / 100,00  | -    |
|                         | Bloco de Esquerda                    | 880    | 13,10 / 100,00  | 0,04 |
|                         | CDU - Coligação Democrática Unitária | 442    | 6,58 / 100,00   | 2,31 |
|                         | Pessoas–Animais–Natureza             | 232    | 3,45 / 100,00   | 2,37 |
|                         | CDS – Partido Popular                | 196    | 2,92 / 100,00   | -    |
|                         | CHEGA                                | 99     | 1,47 / 100,00   | Novo |
|                         | Iniciativa Liberal                   | 89     | 1,32 / 100,00   | Novo |
|                         | Outros (com menos de 1,00%)          | 266    | 3,95 / 100,00   |      |
| Votos Inválidos         | Votos Inválidos                      | 343    | 5,11 / 100,00   | 1,07 |
| Total                   | Total                                | 6 720  | 100,00 / 100,00 |      |
| Eleitorado/Participação | Eleitorado/Participação              | 11 001 | 61,09 / 100,00  | 0,51 |

#### Ruilhe
| Partido                 | Partido                              | Votos | %               | +/-  |
| ----------------------- | ------------------------------------ | ----- | --------------- | ---- |
|                         | Partido Socialista                   | 240   | 37,91 / 100,00  | 8,48 |
|                         | Partido Social Democrata             | 191   | 30,17 / 100,00  | -    |
|                         | Bloco de Esquerda                    | 50    | 7,90 / 100,00   | 1,26 |
|                         | CDU - Coligação Democrática Unitária | 48    | 7,58 / 100,00   | 1,43 |
|                         | CDS – Partido Popular                | 31    | 4,90 / 100,00   | -    |
|                         | Pessoas–Animais–Natureza             | 18    | 2,84 / 100,00   | 2,09 |
|                         | Iniciativa Liberal                   | 9     | 1,42 / 100,00   | Novo |
|                         | Outros (com menos de 1,00%)          | 21    | 3,31 / 100,00   |      |
| Votos Inválidos         | Votos Inválidos                      | 25    | 3,95 / 100,00   | 1,75 |
| Total                   | Total                                | 633   | 100,00 / 100,00 |      |
| Eleitorado/Participação | Eleitorado/Participação              | 1 050 | 60,29 / 100,00  | 1,09 |

#### Santa Lucrécia de Algeriz e Navarra
| Partido                 | Partido                              | Votos | %               | +/-  |
| ----------------------- | ------------------------------------ | ----- | --------------- | ---- |
|                         | Partido Socialista                   | 232   | 40,07 / 100,00  | 7,18 |
|                         | Partido Social Democrata             | 159   | 27,46 / 100,00  | -    |
|                         | Bloco de Esquerda                    | 46    | 7,94 / 100,00   | 1,15 |
|                         | CDU - Coligação Democrática Unitária | 29    | 5,01 / 100,00   | 0,44 |
|                         | Pessoas–Animais–Natureza             | 18    | 3,11 / 100,00   | 2,12 |
|                         | CDS – Partido Popular                | 15    | 2,59 / 100,00   | -    |
|                         | Iniciativa Liberal                   | 6     | 1,04 / 100,00   | Novo |
|                         | Reagir Incluir Reciclar              | 6     | 1,04 / 100,00   | Novo |
|                         | Outros (com menos de 1,00%)          | 27    | 4,66 / 100,00   |      |
| Votos Inválidos         | Votos Inválidos                      | 41    | 7,08 / 100,00   | 1,79 |
| Total                   | Total                                | 579   | 100,00 / 100,00 |      |
| Eleitorado/Participação | Eleitorado/Participação              | 890   | 65,06 / 100,00  | 0,56 |

#### Sequeira
| Partido                 | Partido                              | Votos | %               | +/-  |
| ----------------------- | ------------------------------------ | ----- | --------------- | ---- |
|                         | Partido Socialista                   | 385   | 35,68 / 100,00  | 5,41 |
|                         | Partido Social Democrata             | 365   | 33,83 / 100,00  | -    |
|                         | Bloco de Esquerda                    | 93    | 8,62 / 100,00   | 0,14 |
|                         | CDU - Coligação Democrática Unitária | 56    | 5,19 / 100,00   | 1,18 |
|                         | Pessoas–Animais–Natureza             | 37    | 3,43 / 100,00   | 2,46 |
|                         | CDS – Partido Popular                | 29    | 2,69 / 100,00   | -    |
|                         | Reagir Incluir Reciclar              | 15    | 1,39 / 100,00   | Novo |
|                         | Iniciativa Liberal                   | 13    | 1,20 / 100,00   | Novo |
|                         | Outros (com menos de 1,00%)          | 26    | 2,40 / 100,00   |      |
| Votos Inválidos         | Votos Inválidos                      | 60    | 5,56 / 100,00   | 0,69 |
| Total                   | Total                                | 1 079 | 100,00 / 100,00 |      |
| Eleitorado/Participação | Eleitorado/Participação              | 1 704 | 63,32 / 100,00  | 0,92 |

#### Sobreposta
| Partido                 | Partido                              | Votos | %               | +/-   |
| ----------------------- | ------------------------------------ | ----- | --------------- | ----- |
|                         | Partido Social Democrata             | 280   | 40,58 / 100,00  | -     |
|                         | Partido Socialista                   | 226   | 32,75 / 100,00  | 13,44 |
|                         | Bloco de Esquerda                    | 47    | 6,81 / 100,00   | 1,12  |
|                         | CDS – Partido Popular                | 37    | 5,36 / 100,00   | -     |
|                         | CDU - Coligação Democrática Unitária | 28    | 4,06 / 100,00   | 1,78  |
|                         | Pessoas–Animais–Natureza             | 16    | 2,32 / 100,00   | 1,87  |
|                         | Outros (com menos de 1,00%)          | 22    | 3,19 / 100,00   |       |
| Votos Inválidos         | Votos Inválidos                      | 34    | 4,93 / 100,00   | 1,03  |
| Total                   | Total                                | 690   | 100,00 / 100,00 |       |
| Eleitorado/Participação | Eleitorado/Participação              | 1 213 | 56,88 / 100,00  | 2,17  |

#### Tadim
| Partido                 | Partido                              | Votos | %               | +/-  |
| ----------------------- | ------------------------------------ | ----- | --------------- | ---- |
|                         | Partido Socialista                   | 272   | 40,48 / 100,00  | 5,06 |
|                         | Partido Social Democrata             | 182   | 27,08 / 100,00  | -    |
|                         | Bloco de Esquerda                    | 60    | 8,93 / 100,00   | 0,53 |
|                         | CDU - Coligação Democrática Unitária | 28    | 4,17 / 100,00   | 1,48 |
|                         | Pessoas–Animais–Natureza             | 24    | 3,57 / 100,00   | 2,50 |
|                         | CDS – Partido Popular                | 18    | 2,68 / 100,00   | -    |
|                         | LIVRE                                | 10    | 1,49 / 100,00   | 0,42 |
|                         | Reagir Incluir Reciclar              | 8     | 1,19 / 100,00   | Novo |
|                         | Iniciativa Liberal                   | 7     | 1,04 / 100,00   | Novo |
|                         | Outros (com menos de 1,00%)          | 22    | 5,35 / 100,00   |      |
| Votos Inválidos         | Votos Inválidos                      | 41    | 6,10 / 100,00   | 1,21 |
| Total                   | Total                                | 672   | 100,00 / 100,00 |      |
| Eleitorado/Participação | Eleitorado/Participação              | 1 016 | 66,14 / 100,00  | 0,63 |

#### Tebosa
| Partido                 | Partido                              | Votos | %               | +/-   |
| ----------------------- | ------------------------------------ | ----- | --------------- | ----- |
|                         | Partido Socialista                   | 278   | 45,28 / 100,00  | 10,99 |
|                         | Partido Social Democrata             | 185   | 30,13 / 100,00  | -     |
|                         | Bloco de Esquerda                    | 45    | 7,33 / 100,00   | 0,13  |
|                         | CDU - Coligação Democrática Unitária | 28    | 4,56 / 100,00   | 0,84  |
|                         | Pessoas–Animais–Natureza             | 15    | 2,44 / 100,00   | 1,96  |
|                         | CDS – Partido Popular                | 12    | 1,95 / 100,00   | -     |
|                         | Outros (com menos de 1,00%)          | 19    | 3,09 / 100,00   |       |
| Votos Inválidos         | Votos Inválidos                      | 32    | 5,21 / 100,00   | 2,99  |
| Total                   | Total                                | 614   | 100,00 / 100,00 |       |
| Eleitorado/Participação | Eleitorado/Participação              | 971   | 63,23 / 100,00  | 1,92  |

#### Vilaça e Fradelos
| Partido                 | Partido                              | Votos | %               | +/-  |
| ----------------------- | ------------------------------------ | ----- | --------------- | ---- |
|                         | Partido Social Democrata             | 418   | 43,23 / 100,00  | -    |
|                         | Partido Socialista                   | 324   | 33,51 / 100,00  | 4,66 |
|                         | Bloco de Esquerda                    | 48    | 4,96 / 100,00   | 1,43 |
|                         | CDS – Partido Popular                | 37    | 3,83 / 100,00   | -    |
|                         | CDU - Coligação Democrática Unitária | 25    | 2,59 / 100,00   | 0,89 |
|                         | Pessoas–Animais–Natureza             | 21    | 2,17 / 100,00   | 1,30 |
|                         | Outros (com menos de 1,00%)          | 41    | 4,24 / 100,00   |      |
| Votos Inválidos         | Votos Inválidos                      | 53    | 5,48 / 100,00   | 1,90 |
| Total                   | Total                                | 967   | 100,00 / 100,00 |      |
| Eleitorado/Participação | Eleitorado/Participação              | 1 414 | 68,39 / 100,00  | 2,75 |